# Понца
Понца (італ. Ponza) — муніципалітет в Італії, у регіоні Лаціо,  провінція Латина.
Понца розташована на відстані близько 120 км на південь від Рима, 65 км на південь від Латини.
Населення — 3311 осіб (2014).

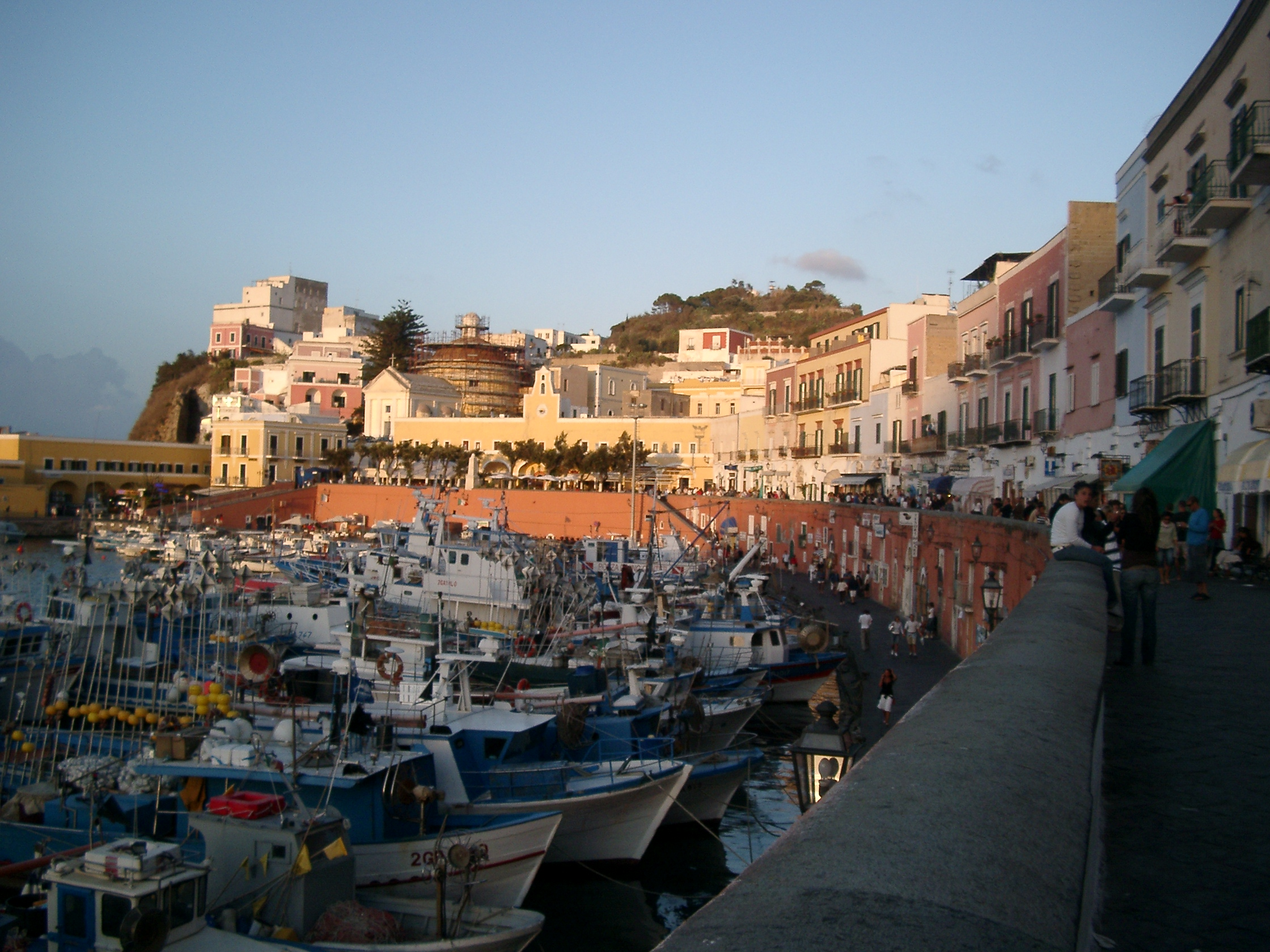

Щорічний фестиваль відбувається 20 червня. Покровитель — San Silverio.

## Демографія
Населення за роками:

Станом на 1 січня 2023 року в муніципалітеті офіційно проживало 310 іноземців з 32 країн, серед них 219 громадян країн Євросоюзу та 10 громадян України.